# Hátramenet
A hátramenet (vagy tolatás) egy fokozott gondosságot kívánó művelet a gépjárművekkel való közlekedésben. (A sebességváltóműnek azon fokozatát, amelynek kapcsolásával ez a művelet végrehajtható, a köznyelv szintén hátramenet (rückwärts) néven ismeri.)

## Főbb szabályai Magyarországon
Járművel hátramenetet végezni csak úgy szabad, hogy az a többi jármű és az úttesten haladó gyalogosok közlekedését ne akadályozza. Az úttest széléhez, illetőleg a várakozóhelyre történő beálláshoz szükséges hátramenet azonban elvégezhető abban az esetben is, ha az a járműforgalmat – anélkül, hogy a járműveket veszélyeztetné – rövid ideig akadályozza.
Egyirányú forgalmú úton, körforgalmú úton, vasúti átjáróban, autópályán és autóúton – egyirányú forgalmú úton az úttest széléhez, illetőleg a várakozóhelyre történő beálláshoz szükséges hátramenetet kivéve – hátramenetet végezni tilos.
Ha a személy- és vagyonbiztonság megkívánja, a hátramenethez a járművezetőnek gondoskodnia kell arra alkalmas irányító személy közreműködéséről. Az irányító személynek úgy kell elhelyezkednie, hogy folyamatosan lássa a jármű mögötti területet és a jármű vezetőjével is kapcsolata legyen.